# A Missed Fortune
A Missed Fortune  (br.: Afortunados sem fortuna) é um filme curta-metragem estadunidense de 1952, dirigido por Jules White. É o 137º de um total de 190 filmes da série com os Três Patetas produzida pela Columbia Pictures entre 1934 e 1959.

## Enredo
Shemp está colando cupons de prêmio em uma revista na cozinha e Moe e Larry acabam ficando com a boca colada ao confundirem a lata de cola com a de mel. Depois o telefone toca e Shemp acerta sem querer a resposta de um programa de prêmios e ganha cinquenta mil dólares. Imediatamente os Patetas se hospedam no luxuoso Hotel Costa Plente e começam a gastar o prêmio com charutos, bebidas e comidas caras. O gerente do hotel (Vernon Dent) avisa que na suite estão peças e mobiliários caros tais como um vaso Ming e uma cama Henrique VIII. Naturalmente, os Patetas destroem tudo. Pouco depois chega um telegrama com o cheque do prêmio e os Patetas descobrem que estão sem dinheiro novamente, pois, com a dedução dos impostos e taxas, sobraram apenas quatro dólares e oitenta e cinco centavos. Enquanto isso, três hóspedes mulheres em busca de namorarem ricaços (Nanette Bordeaux, Vivian Mason e Suzanne Ridgeway), ficam sabendo do prêmio dos Patetas e que o trio está ali mas não que eles não são milionários. Elas estão com um macaquinho de mascote e o deixam fugir para o quarto dos Patetas para terem a desculpa de irem lá procurá-lo. Os Patetas estão se escondendo do gerente e tentado escapar do hotel sem pagar a dispendiosa conta e molham duas vezes as moças quando elas batem na porta, pensando que eram o gerente e o detetive do hotel. Da segunda vez, as moças pegam garrafas de champanhe e as quebram em suas cabeças deixando-os atordoados.